# Mohrenheim-Grube
Die Mohrenheim-Grube (Mohrenheimsche Grube) oder lateinisch Fossa infraclavicularis (genannt auch Trigonum clavipectorale, Trigonum deltoideopectorale und Sulcus deltoideopectoralis) ist eine Vertiefung unterhalb des Schlüsselbeins (Clavicula). Der Name leitet sich von dem Arzt Joseph Jakob von Mohrenheim (1759–1799, Chirurg in Wien und St. Petersburg) ab. Sie wird durch das Schlüsselbein, den Musculus deltoideus und den Musculus pectoralis major begrenzt. Sie setzt sich in den Sulcus deltoideopectoralis fort.
Durch die Fascia clavipectoralis wird die Mohrenheim-Grube in eine oberflächliche und eine tiefe Schicht unterteilt.
Im Bereich der Mohrenheimgrube mündet die Vena cephalica, nach dem Durchtritt durch die Fascia clavipectoralis, in die Vena axillaris.
Außerdem durchbricht die Arteria thoracoacromialis die Faszie und spaltet sich in mehrere Äste auf:
1. Ramus deltoideus
2. Ramus acromialis
3. Ramus clavicularis
4. Rami pectorales (begleitet von Nervi pectorales)

In der tiefen Schicht werden die den Arm versorgenden großen Gefäße und Nervenbündel sichtbar. Dies sind die Arteria axillaris, die Vena axillaris und die drei Nervenstränge des Plexus brachialis, Pars infraclavicularis. Außerdem liegen unter der Faszie die zu den Achsellymphknoten gehörenden Nodi lymphoidei axillares apicales.
Weiter lateral befinden sich außerdem Arteria, Vena und Nervus suprascapularis.
Die Mohrenheimsche Grube eignet sich als Auskultationspunkt, um die korrekte Lage eines Endotrachealtubus zu überprüfen, insbesondere wenn eine Auskultation tiefer liegender Lungenpartien unzuverlässige Ergebnisse liefern würde, etwa bei Kardiomegalie oder ausgeprägter Adipositas.